# Mediterranea inopinata
Mediterranea inopinata е вид коремоного от семейство Oxychilidae.

## Разпространение
Видът е разпространен от Северна Гърция през почти целия Балкан до Унгария, Румъния, Източна Австрия, Чехия, Словакия, Южна Полша, западна Украйна и Молдова. В Южна България видът се среща най-вече между 100 и 400 метра надморска височина, и по-рядко до 2000 метра.